# 토머스 케닐리

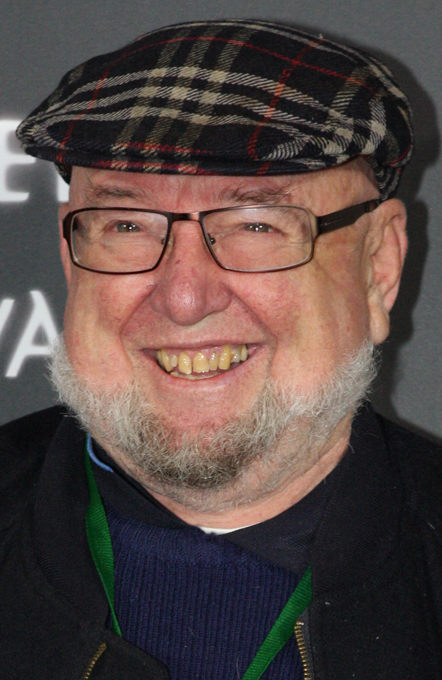
Keneally (2012)

토머스 마이클 케닐리(Thomas Michael Keneally, AO 1935년 10월 7일 ~ )는 다작의 오스트레일리아 소설가, 극작가, 수필가 및 배우이다. 그는 1982년 부커상을 수상한 홀로코스트 동안 유대인을 구출한 오스카 쉰들러의 이야기인 《쉰들러의 방주》로 가장 잘 알려져 있다. 이 책은 나중에 스티븐 스필버그 감독의 1993년 영화 《쉰들러 리스트》 로 각색되어 아카데미 작품상을 수상했다.

## 생애
케닐리의 부모(에드먼드 토마스 케닐리와 엘시 마가렛 코일)는 뉴사우스웨일즈의 목재 및 낙농 마을인 켐시에서 아일랜드인 아버지에게서 태어났으며 시드니에서 태어났지만 어린 시절도 켐시에서 보냈다. 그의 아버지 에드먼드 토마스 케닐리는 제2차 세계 대전 중 호주 공군에 입대했다가 시드니에 있는 소규모 사업체로 복귀했다. 1942년까지 가족은 시드니 내서부의 교외 인 홈부시(Homebush )의 로프터스 크레센트(Loftus Crescent)로 이사 했고 케닐리는 스트라스필드(Strathfield)에 있는 크리스천 브라더스 세인트 패트릭 칼리지(Christian Brothers St Patrick's College) 에 등록했다. 얼마 후 그의 형 존이 태어났다. 케닐리는 1952년 제임스 아타나시우스 맥글레이드(James Athanasius McGlade) 형제 밑에서 졸업 증명서 로 Honors English를 공부했으며 영연방 장학금을 받았다.
케닐리는 그 후 가톨릭 사제가 되기 위해 맨리 의 세인트 패트릭 신학교에 들어갔다. 그는 신학교에 있는 동안 집사로 성임되었지만 그곳에서 6년을 보낸 후 그는 신권에 성임되지 않고 우울한 상태로 떠났다. 그는 소설가로 성공하기 전에 시드니 학교 교사로 일했으며 뉴잉글랜드 대학교 (1968~70)에서 강사로 일했다.
케닐리의 첫 번째 이야기는 1962년 버나드 코일이라는 가명으로 더 Bulletin 잡지에 실렸다. 2014년 2월까지 그는 30편의 소설을 포함하여 50권 이상의 책을 저술했다. 그는 특히 부커상을 수상한 호주인의 첫 소설이자 영화 쉰들러 리스트 기초가 된 그의 《쉰들러의 방주》로 유명하다.